# Амитриптилин
Амитриптилин (лат. Amitriptylinum) — один из основных представителей трициклических антидепрессантов, наряду с имипрамином и кломипрамином. Амитриптилин является препаратом, в основном используемым для лечения ряда психических заболеваний: депрессивных и тревожных расстройств, реже — синдрома дефицита внимания и гиперактивности и биполярного расстройства. Другие показания: профилактика мигрени, лечение нейропатической боли при фибромиалгии и постгерпетической невралгии, и реже — бессонницы. Препарат относится к классу трициклических антидепрессантов (ТЦА), и его точный механизм действия неясен. Амитриптилин применяется перорально и в виде инъекций.
Основные побочные эффекты: ухудшение зрения, сухость во рту, низкое кровяное давление в положении стоя, сонливость и запоры. Тяжёлые побочные эффекты: судороги, повышенный риск самоубийств у лиц младше 25 лет, задержку мочи, глаукому и ряд проблем с сердцем. Не следует принимать амитриптилин совместно с ингибиторами МАО или с препаратом цизапридом. Амитриптилин может вызвать осложнения, если принимать его во время беременности.
Амитриптилин был открыт в 1960 году и одобрен Управлением по санитарному надзору за качеством пищевых продуктов и медикаментов в 1961 году. Он доступен как непатентованное лекарство.
Тимоаналептическое (антидепрессивное) действие сочетается у него с выраженным седативным, снотворным и анксиолитическим (противотревожным) эффектом по причине сильной холинолитической и антигистаминной активности. На данный момент амитриптилин является очень дешёвым трициклическим антидепрессантом. Входит в список рекомендуемых лекарственных средств Всемирной организации здравоохранения.

## Фармакологическое действие

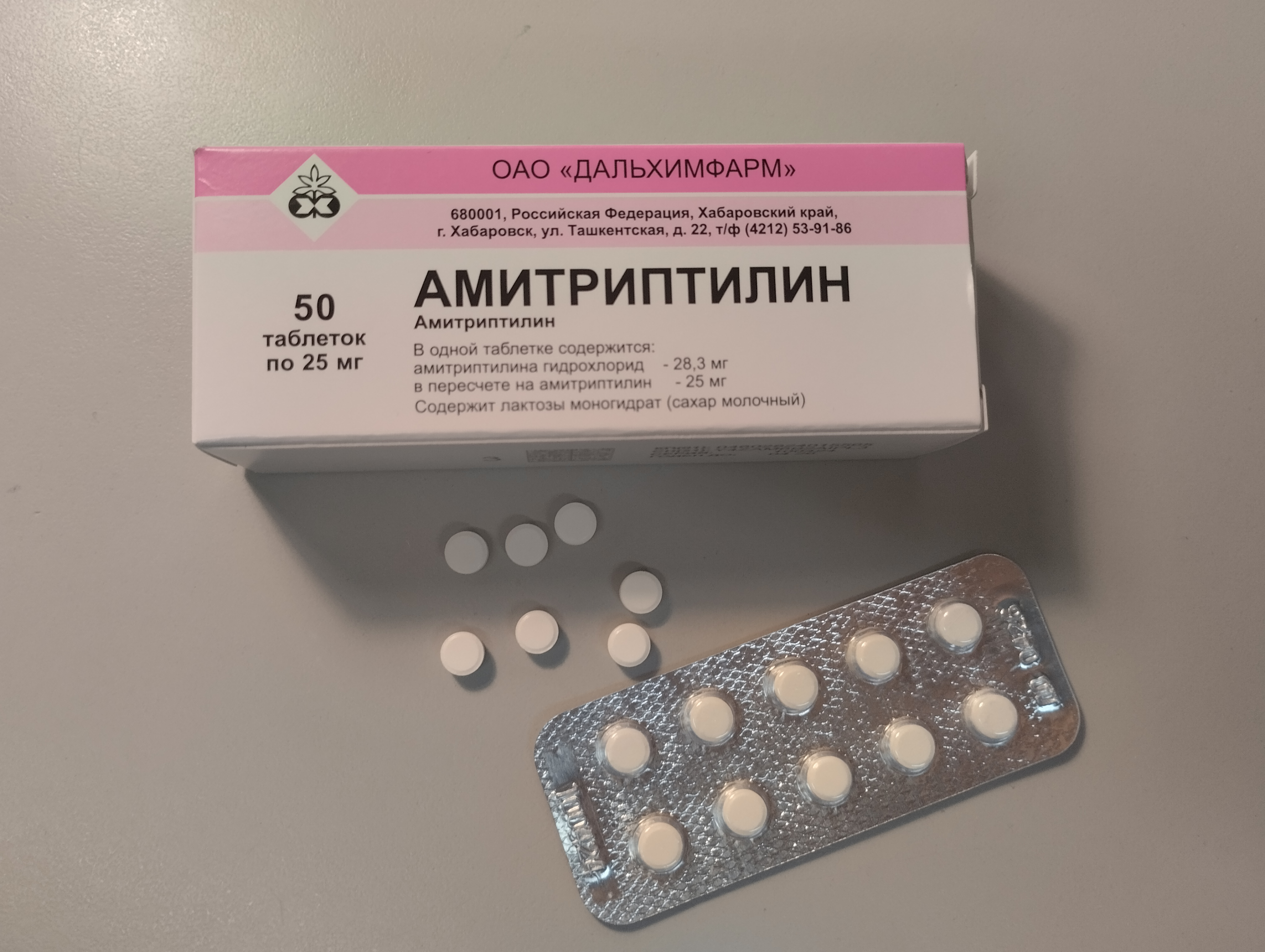
Упаковка и таблетки амитриптилина

Является ингибитором обратного нейронального захвата медиаторных моноаминов, включая норадреналин, дофамин, серотонин и др. Ингибирования МАО не вызывает.
Характерна значительная М-холинолитическая (антихолинергическая), антигистаминная и альфа-адренолитическая активность.
Вместе с тем амитриптилин не полностью лишён и стимулирующего, психоэнергизирующего эффекта. Стимулирующий эффект особенно выражен в определённом интервале доз (у каждого больного этот интервал индивидуален) и связан частично с повышением при этих дозах концентрации основного активного метаболита амитриптилина — нортриптилина, обладающего выраженным стимулирующим и психоэнергизирующим действием, частично с антидепрессивным и стимулирующе-энергизирующим действием самого амитриптилина. При превышении верхней границы этого «окна» доз седативное действие амитриптилина снова начинает преобладать, а видимое стимулирующее (а иногда и антидепрессивное) действие ослабевает. При низких дозах, ниже некоторого индивидуального «антидепрессивного порога», ни стимулирующего, ни антидепрессивного действия практически не наблюдается — лишь неспецифическое седативное, снотворное и противотревожное.
По силе седативного, снотворного и противотревожного эффекта амитриптилин в классе трицикликов уступает только тримипрамину и фторацизину, а по силе стимулирующего и психоэнергизирующего эффекта уступает кломипрамину, имипрамину и трицикликам подгруппы вторичных аминов (нортриптилину, дезипрамину, протриптилину). То есть амитриптилин находится ближе к «седативному» концу спектра трицикликов, но не на самом конце спектра.

## Применение в медицине
Применяют амитриптилин главным образом при эндогенных депрессиях, однако также применяется и при лечении депрессий любой другой этиологии. Особенно эффективен при тревожно-депрессивных состояниях; устраняет  тревогу, психомоторное возбуждение (ажитацию), внутреннее напряжение и страх, бессонницу и собственно депрессивные проявления. Также применяется для лечения фобических расстройств, детского энуреза (за исключением детей с гипотоническим мочевым пузырём), психогенной анорексии, булимического невроза, хронического болевого синдрома неврогенного характера.
Некоторые данные свидетельствуют о том, что амитриптилин может быть более эффективным при депрессиях, чем другие антидепрессанты, включая селективные ингибиторы обратного захвата серотонина (СИОЗС). Однако он редко используется в качестве антидепрессанта первого ряда из-за его более высокой токсичности при передозировке и, как правило, более низкой переносимости, поэтому применяется в качестве лечения второй линии, когда СИОЗС оказываются неэффективными. В обзоре 2001 года амитриптилин был назван «антидепрессантом золотого стандарта».
Амитриптилин используется также в дополнение к другим лекарствам от боли. Он одобрен в Австралии в том числе для таких показаний, как профилактика мигрени, лечение нейропатической боли, фибромиалгии и ночного энуреза. Амитриптилин является популярным нерегулярным[прояснить] средством лечения синдрома раздражённого кишечника (СРК), хотя его чаще всего применяют лишь для тяжёлых случаев боли в животе у пациентов с СРК по причине его плохой переносимости, однако надёжная доказательная база подтверждает его эффективность при данном расстройстве. Амитриптилин может также использоваться в качестве антихолинергического препарата при лечении болезни Паркинсона на ранней стадии, если у пациента с болезнью Паркинсона присутствуют депрессивные симптомы, требующие лечения. Кроме того, амитриптилин является наиболее широко исследованным средством для профилактики частых головных болей напряжения.

## Способ применения и дозы
Внутрь принимают после еды, начиная с 25—50 мг в день перед сном. Затем дозу ежедневно увеличивают на 50—75 мг/сут (с преимущественным увеличением вечерней дозы) до достижения «рабочей» дозы 150—200—250 (до 300) мг/сут. При плохой переносимости амитриптилина, а также у пожилых или соматически ослабленных больных, у подростков и молодых людей, у первичных (ранее нелеченых) больных или при сравнительно лёгкой депрессии, когда есть время ждать эффекта, можно избрать более медленный темп наращивания доз (например, на 25 мг каждые 2—3 дня). И напротив, при тяжёлых, суицидально опасных депрессиях, в ситуациях, требующих как можно более быстрого антидепрессивного эффекта, а также у больных, ранее леченных трицикликами и хорошо переносящих эту группу препаратов, допустимо назначение полной терапевтической дозы с первых дней терапии или старт на более высокой дозе (скажем, 100 мг/сут) и более быстрое и агрессивное наращивание до «рабочей» дозы.
Величина «рабочей» дозы, на которой следует остановиться при наращивании доз, определяется степенью тяжести депрессии и опытом лечения предыдущих депрессивных фаз у данного конкретного больного, а также переносимостью препарата данным больным. Средняя суточная доза при лечении эндогенных депрессий составляет 0,15—0,25 г (150—250 мг), разделённых на 2—3—4 приёма (в течение дня и перед сном). Иногда можно давать всю суточную дозу на ночь, перед сном. При тяжёлых депрессиях допустимо увеличивать суточную дозу амитриптилина до 400—450 мг/сут, если позволяет переносимость, что больше предусмотренной инструкцией максимальной дозы 300 мг/сут.
Терапевтический эффект амитриптилина наступает обычно через 2—3—4 недели (иногда уже через неделю), считая от момента достижения «рабочей» антидепрессивной дозы (не менее чем 150 мг/сут).
При тяжёлых депрессиях можно начинать со введения препарата внутримышечно или внутривенно в дозе 20—40 мг 3—4 раза в день. Инъекции постепенно заменяют приёмом препарата внутрь.
Пожилым больным препарат назначают в меньших дозах; детям уменьшают дозы в соответствии с возрастом.
Амитриптилин относительно широко применяется в соматической медицине при депрессивных и невротических состояниях. Назначают внутрь в относительно малых дозах (12,5—6,25 мг, то есть ½—¼ таблетки).
Препарат следует отменять постепенно во избежание развития симптомов отмены, таких как головная боль, нарушения сна, раздражительность и общее плохое самочувствие. Эти симптомы не являются признаками зависимости от препарата.

## Противопоказания
Известными противопоказаниями к применению амитриптилина являются:
- Повышенная чувствительность к трициклическим антидепрессантам или любому из его вспомогательных веществ
- Острый и восстановительный период перенесённого инфаркта миокарда[4]
- Аритмии[1]
- Декомпенсированные пороки сердца[4]
- Нарушения проводимости сердечной мышцы[4]
- Гипертоническая болезнь 3 степени[4]
- Острые заболевания печени и почек с выраженным нарушением функций[4]
- Заболевания крови[4], в том числе порфирия[1]
- Язвенная болезнь желудка и двенадцатиперстной кишки[4]
- Пилоростеноз[4]
- Закрытоугольная глаукома[5]
- Гипертрофия предстательной железы[5]
- Атония мочевого пузыря[5]
- Паралитическая непроходимость кишечника
- Маниакальная фаза[4]
- Возраст до 12 лет[4]
- Беременность[4]
- Кормление грудью[4]
- Приём ингибиторов моноаминоксидазы (ИМАО) в течение последних 14 дней

## Осложнения и побочные эффекты
Амитриптилин переносится хуже, чем многие другие трициклики и чем современные селективные антидепрессанты, вследствие сильно выраженного холинолитического действия. Необходимо соблюдение определённых мер предосторожности, достаточно плавное наращивание доз в начале терапии и своевременное предупреждение или коррекция возникающих побочных эффектов. В связи с наличием седативного эффекта амитриптилин не нарушает сна, и его назначают на протяжении всего дня, в том числе перед сном.
Основные побочные эффекты связаны с выраженным холинолитическим эффектом. Часто (особенно в начале терапии и при наращивании доз) наблюдаются сухость во рту, расширение зрачков, нарушение аккомодации глаз (нечёткость и расплывчатость зрения вблизи, неспособность сфокусировать глаза на близком расстоянии — например, при чтении и вышивании), запоры, иногда тяжёлые, вплоть до развития пареза или полной атонии (паралича) кишечника, каловых завалов и острой динамической непроходимости кишечника. При более высоких дозах возможны затруднение и задержка мочеиспускания вплоть до полной атонии мочевого пузыря. Тремор рук также появляется при более высоких дозах и связан со стимуляцией периферической бета-адренергической системы (снимается бета-адреноблокаторами). Также часто наблюдаются (особенно в начале терапии) чувство опьянения (так называемое «холинолитическое опьянение», подобное опьянению от циклодола или атропина), сонливость, вялость, апатия вследствие чрезмерного седативного эффекта, головокружение. В некоторых случаях (преимущественно у пожилых людей) может развиваться делирий. При приёме амитриптилина возможен антихолинергический синдром. Возможно повышение внутриглазного давления.
Вследствие выраженного альфа-адренолитического эффекта амитриптилина часто наблюдаются (особенно в начале терапии и при быстром наращивании доз) гипотензивное действие (снижение артериального давления), ортостатическая гипотензия при вставании вплоть до обмороков и коллаптоидных состояний, тахикардия, слабость.
Наиболее грозным осложнением терапии амитриптилином является нарушение сердечного ритма, в частности нарушение проводимости и удлинение интервала QT. Появление этих нарушений ритма сердца диктует необходимость либо снижения дозы, либо очень внимательного надзора за состоянием больного с частым снятием ЭКГ.
При применении амитриптилина может наблюдаться снижение порога судорожной готовности. Иногда отмечается возникновение (обычно при высоких и очень высоких дозах либо при слишком быстром внутривенном капельном введении) эпилептиформных судорог. У больных с эпилепсией и другими судорожными состояниями или с органическими поражениями мозга, травмами черепа в анамнезе даже малые дозы амитриптилина могут вызвать судороги или их эквиваленты. Появление эпилептиформных судорог на фоне лечения амитриптилином диктует необходимость снижения дозы амитриптилина или назначения одновременно противосудорожных препаратов.
Возможны диспепсия, изменение вкусовых ощущений, диарея, изжога, гипостезия и гиперестезия (тактильная, болевая, температурная), парестезии, повышенное потоотделение, сыпь, реакции гиперчувствительности (крапивница, фотосенсибилизация), снижение потенции и либидо, гинекомастия, галакторея, расстройства эякуляции, аноргазмия, увеличение яичек, повышение аппетита и массы тела, снижение массы тела (иногда), лихорадка, лейкопения, агранулоцитоз, эозинофилия, тромбоцитопения, пурпура, гипонатриемия (связана со снижением выработки антидиуретического гормона), колебания содержания сахара в крови, развитие сахарного диабета, поражения печени холестатического и смешанного типов:65.
Часто наблюдается инверсия знака фазы из депрессии в манию или гипоманию, либо развитие «смешанного» дисфорично-раздражительного состояния, либо учащение и ускорение цикла с формированием течения болезни с быстрой сменой фаз (rapid-cycling). Данные побочные эффекты особенно часто наблюдаются у пациентов с сопутствующей недостаточностью функции щитовидной железы, с биполярным аффективным расстройством, биполярной формой шизоаффективного расстройства, но могут наблюдаться и у больного, у которого до лечения предполагали наличие униполярной депрессии. При этом в зависимости от клинической ситуации могут оказаться необходимыми либо снижение дозы и даже полная отмена амитриптилина и других антидепрессантов, либо присоединение нормотимиков, гормонов щитовидной железы, нейролептиков, либо и та, и другая меры вместе. Высокий риск мании и гипомании в целом характерен для трициклических антидепрессантов: трициклики при биполярном аффективном расстройстве индуцируют манию или гипоманию чаще, чем антидепрессанты других групп — например, СИОЗС.
В некоторых случаях при приёме амитриптилина могут встречаться такие психические и неврологические побочные эффекты, как галлюцинации, бредовые расстройства, спутанность сознания, дезориентация, нарушения координации, атаксия, периферическая нейропатия, экстрапирамидные расстройства, дизартрия, тревожность, бессонница, расстройства поведения, усиление деперсонализации. Амитриптилин также может усиливать уже имеющиеся у пациента психотические симптомы.
Некоторые из указанных выше нежелательных реакций, например головная боль, тремор, снижение концентрации внимания, запор и снижение полового влечения, могут также являться симптомами депрессии, в этих случаях они обычно исчезают при применении амитриптилина, если амитриптилин оказался эффективным у конкретного пациента с депрессией и привёл к полной или частичной ремиссии.

## Передозировка
Для амитриптилина характерна высокая летальность при передозировке. Симптомы и лечение передозировки амитриптилина в значительной степени такие же, как и для других ТЦА, включая проявления серотонинового синдрома и неблагоприятные сердечные эффекты. В британском национальном формуляре отмечается, что амитриптилин может быть особенно опасен при передозировке, поэтому он и другие ТЦА больше не рекомендуются в качестве терапии первой линии при депрессии. Антидепрессанты других групп, СИОЗС и СИОЗСиН, безопаснее при передозировке, хотя и предполагается, что они не более эффективны, чем ТЦА.
Возможные симптомы передозировки амитриптилина включают в себя:
- Сонливость
- Возбуждение[1]
- Неусидчивость[1]
- Слабую реакцию зрачков на изменение освещения
- Судороги, миоклонус[1]
- Гиперрефлексию[1]
- Мышечную ригидность
- Рвоту
- Ацидоз[1]
- Полирадикулоневропатию
- Гипотермию (низкую температуру тела)
- Артериальную гипотензию (низкое артериальное давление)[1]
- Изменения на электрокардиограмме, в частности удлинение интервала QT
- Тахикардию (высокую частоту сердечных сокращений)
- Другие аритмии, такие как расслоение ветвей[прояснить]
- Нарушения проводимости сердца
- Хроническую сердечную недостаточность
- Угнетение дыхания[1]
- Ступор
- Кому
- Смерть

## Взаимодействие с другими лекарственными препаратами
Не следует принимать совместно с ингибиторами моноаминоксидазы (ИМАО) или другими трициклическими антидепрессантами, а также с резерпином. Одновременный приём амитриптилина и ИМАО с высокой вероятностью может привести к лихорадке, делирию, судорогам и смерти:248, поэтому перерыв между курсами лечения данными препаратами должен составлять не менее 14 дней. Не рекомендуется сочетать амитриптилин с флувоксамином, с клозапином. Повышает концентрацию антидепрессантов СИОЗС, а также может при сочетанном применении с антидепрессантом группы СИОЗС вызвать серотониновый синдром. При сочетании с сертралином усиливается седативное действие обоих препаратов:248.
Амитриптилин потенцирует эффект соединений, угнетающих ЦНС (в том числе седативных, снотворных средств, алкоголя, барбитуратов, нейролептиков) — при этом может возникать опасная заторможенность:248; потенцирует эффект симпатомиметиков, противопаркинсонических средств, ослабляет эффект гипотензивных и противосудорожных препаратов. В частности, сочетания амитриптилина с золпидемом следует избегать из-за усиления седативного эффекта. Совместное применение амитриптилина и леводопы приводит к увеличению риска развития гипертонического криза, сочетанное применение амитриптилина и лития — к возможности снижения судорожного порога. Амитриптилин может снижать эффект метилдопы, фенитоина. При сочетании с гормональными контрацептивами усиливается депрессия:248.
Амитриптилин усиливает диуретическое действие гидрохлоротиазида. При сочетании с прокаинамидом, хинидином или с тиреотропными средствами могут возникать нарушения сердечного ритма. Фуразолидон при совместном применении с амитриптилином может приводить к внезапному сильному повышению артериального давления:248. Индукторы микросомального окисления (барбитураты, карбамазепин) снижают, циметидин повышает концентрацию амитриптилина в плазме. При сочетанном применении амитриптилина с опиоидными анальгетиками возрастают наркотическое действие и риск заторможенности:248. Приём амитриптилина приводит к повышенной реакции на сочетание дисульфирама с алкоголем.
При сочетании приёма амитриптилина и применения анестезии повышается риск аритмий и артериальной гипотензии.

## Особые указания и меры предосторожности
Амитриптилин является препаратом, представляющим большую угрозу смертельного исхода при сравнительно небольшой передозировке. В то же время при улучшении состояния пациента под влиянием лечения нередко суицидальные идеи исчезают и настроение нормализуется значительно позже, чем увеличивается энергия и количество физических сил. В результате у пациента может возникнуть достаточно физических сил и энергии для совершения суицида на фоне всё ещё сохраняющейся тоски и плохого настроения.
Поэтому у пациентов с тяжёлой эндогенной депрессией и высокой суицидальной опасностью лечение амитриптилином можно начинать только в условиях психиатрического стационара (предпочтительно с помещением в надзорную палату) или по крайней мере при условии возможности обеспечения строгого надзора родственников пациента за регулярным приёмом лекарства и количеством остающегося в упаковке препарата. Не следует выписывать пациентам с эндогенной депрессией, только начинающим амбулаторное лечение, на один рецепт (за один визит к врачу) количество препарата, большее, чем на одну-две недели терапии.
Вероятность совершения суицида возрастает при назначении высоких и средних дозировок амитриптилина в утреннее и дневное время пациентам, в клинической картине которых преобладают:
- Астено-депрессивный синдром с ипохондрическими включениями.
- Депрессивные расстройства с идеями самообвинения и самоуничижения (в высказываниях пациентов проявляются мысли о беспомощности, о том, что они обременяют собой родственников и близких).
- Депрессивные расстройства с явлениями деперсонализации.

Суицидогенный эффект амитриптилина также описан при реакциях психалгии пролонгированного типа с выраженным астеническим компонентом, особенно когда они развивались на соматически неполноценном фоне. Седативный эффект амитриптилина усиливал астенические проявления и препятствовал деятельности больных, в том числе направленной на поиски путей разрешения конфликтной ситуации.
Для предотвращения суицидогенного эффекта амитриптилина рекомендуется в начале лечения назначать его в вечернее время — и только затем постепенно (начиная с небольших дозировок) в утреннее и дневное время.
После улучшения состояния больного и исчезновения суицидального риска строгость надзора может быть постепенно уменьшена вплоть до выписывания на один рецепт месячного и даже 2—3-месячного количества препарата.
Скорость реакций во время приёма амитриптилина может быть снижена, поэтому запрещено управление транспортными средствами, работа с движущимися механизмами. Действие алкоголя усиливается. Пожилым препарат назначают в меньших дозах. С осторожностью применяют при ишемической болезни сердца, сердечной недостаточности (лечение проводят под контролем ЭКГ), при наличии судорожного синдрома в анамнезе, заболеваниях щитовидной железы, феохромоцитоме, при эпилепсии в анамнезе, при психозах в анамнезе, при задержке мочи в анамнезе, у пожилых пациентов, при проведении ЭСТ и анестезии, с осторожностью сочетают с препаратами наперстянки и баклофеном. Во время лечения амитриптилином воспрещается употреблять спиртные напитки.
Амитриптилин не рекомендуется назначать свыше 6—8 месяцев.

## Амитриптилин и законодательство. Соотношение цена/эффективность/безопасность (различные мнения)
Существует значительный риск злоупотребления амитриптилином (использования в повышенных дозах с целью достижения эйфории). Врачами и исследователями высказываются различные мнения по поводу того, часто ли следует использовать этот препарат. После того как на Украине амитриптилин был включён в список наркотиков и для большинства пациентов с 1 октября 2011 года стал недоступен, мнения врачей по данному поводу разделились.
Некоторые врачи и исследователи поддержали данные изменения, отметив, что, несмотря на эффективность, амитриптилин обладает многочисленными побочными эффектами, порой весьма опасными, и для него характерна худшая переносимость и низкая приверженность пациентов терапии по сравнению с более новыми антидепрессантами. Препараты же новых поколений, не уступая по эффективности, обладают значительно меньшими побочными действиями, позволяя полностью восстановить социальное функционирование пациента и сохранять его во время всего периода терапии, порой очень продолжительного и длящегося годы. Согласно данным международных исследований, приём амитриптилина повышает риск сердечно-сосудистых осложнений на 35 % даже у тех пациентов, которые не имели сердечно-сосудистой патологии перед началом терапии. «О каком восстановлении активности можно говорить, если пациент, принимающий амитриптилин, в силу его побочных действий с трудом отвечает на вопросы врача из-за постоянной седации, снижения когнитивного функционирования, головокружения, тошноты, сухости во рту», — отмечает доктор медицинских наук, профессор О. С. Чабан. «…Большинство амбулаторных больных с целью улучшения толерантности принимают ТЦА, в частности амитриптилин, по 25—50 мг, что на самом деле никакого отношения к антидепрессивному эффекту не имеет», — указывает врач-психиатр, кандидат медицинских наук С. А. Маляров. В то же время высказываемая данными авторами критика применения амитриптилина сопровождается рекламой новых антидепрессантов, преимущественно мелитора (агомелатина).
В статье «Международный консенсус по терапии депрессивного расстройства» 2010 г. (Nutt DJ, Davidson JR et all, «International consensus statement on major depressive disorder», J Clin Psychiatry 2010; 71 (suppl E1): e08) утверждается, что «…плохой профиль переносимости и тяжесть побочных явлений трициклических антидепрессантов существенно нарушают приверженность пациентов терапии и приводят к росту заболеваемости и даже смертности, что не позволяет рекомендовать их как первую линию терапии, несмотря на низкую стоимость…».
С другой стороны, высказывалось и мнение, что амитриптилин представляет собой препарат выбора для небогатых пациентов, надёжное лекарственное средство, оптимальное по соотношению «цена — качество» для украинских пациентов, многие из которых не могут позволить себе принимать более дорогие антидепрессанты. Согласно этому мнению, амитриптилин внесли в список наркотиков в целях продвижения более дорогостоящих антидепрессантов на рынок, в действительности же он совершенно не является наркотиком: наркоманами он используется в «коктейлях», как и многие другие лекарства, — в целом же немедицинского спроса на амитриптилин нет, он успешно применяется для лечения наркомании и алкогольных депрессий.
В мае 2012 года амитриптилин был исключён из списка наркотиков на Украине. В 2017 году появилась информация о том, что Министерство здравоохранения Украины намерено включить амитриптилин и другой дешёвый антидепрессант — флуоксетин в список программы, предполагающей получение пациентами препаратов бесплатно (в этом списке препараты для лечения депрессии отсутствуют), однако в конечном счёте они так и не были включены в этот список.